# Amsacta costalis
Amsacta costalis là một loài bướm đêm thuộc phân họ Arctiinae, họ Erebidae.